# Pieter Desmet
Pieter Desmet, född 7 juni 1983, är en friidrottare från Belgien. Han deltog vid olympiska sommarspelen 2008.